# International Science and Engineering Fair
 (juillet 2019).
Si vous disposez d'ouvrages ou d'articles de référence ou si vous connaissez des sites web de qualité traitant du thème abordé ici, merci de compléter l'article en donnant les références utiles à sa vérifiabilité et en les liant à la section « Notes et références ».

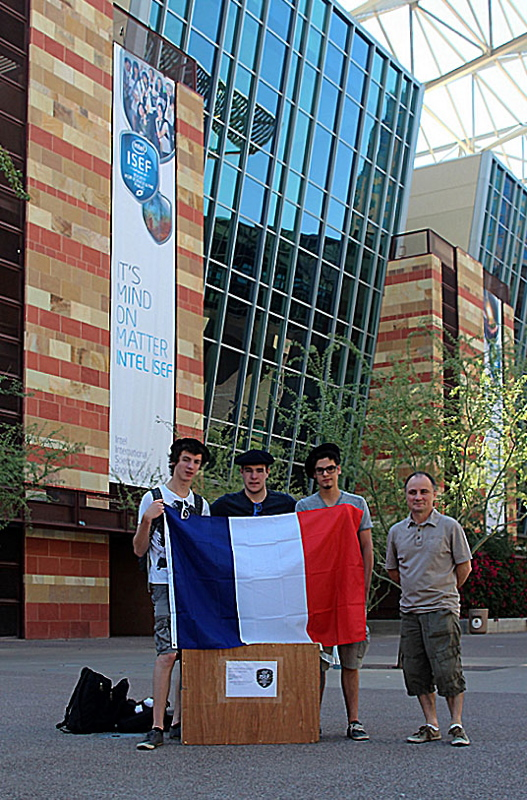
L'équipe de Laval au concours ISEF à Phoenix en mai 2013.

La Regeneron International Science and Engineering Fair (ISEF) est une exposcience annuelle, dirigée et administrée par la Society for Science & the Public (en), un organisme sans but lucratif siégeant à Washington. Tous les mois de mai, plus de 1500 étudiants d'environ 70 pays concourent dans l'exposcience pour obtenir des bourses d'études, des stages, des excursions scientifiques et les grands prix, qui comprennent une bourse d'études à 75000 $ et deux à 50000 $. Le total des prix est de 4 070 000 $. Deux cérémonies de remise des prix ont lieu : la Special Awards Organization Presentation (qui comprend maintenant les Government Awards Presentations) et la Grand Awards Ceremony. L'ISEF a été fondée en 1950 par le Science Service (maintenant nommée la Society for Science & the Public) et a été sponsorisée par Intel de 1997 à 2019. Depuis 2020, Regeneron Pharmaceuticals est le sponsor principal de l'ISEF. Cette année-là, l'événement a été remplacé par une version en ligne, à cause de la pandémie de Covid-19.
On peut citer parmi les anciens gagnants de l'ISEF le prix Nobel Paul L. Modrich (1964), et les gagnants de la National Medal of Science Richard Zare (1957), Susan Solomon (1972) et James E. Gunn (2008). D'autres anciens gagnants sont la présidente de la SUNY Kristina M. Johnson (en) (1975), la microbiologiste Dianne Newman (en) (1987), la femme politique Alexandria Ocasio-Cortez (2007) ou l'inventeur Alex Deans (en) (2013).